# Cosmic Curves (diszkóalbum)
A Cosmic Curves Dee D. Jackson angol diszkóénekesnő első nagylemeze, amely 1978-ban jelent meg, elsőként az NSZK-ban. Kiadó: Jupiter Records / Ariola.

## A dalok

### „A” oldal
1. Automatic Lover (G. Unwin / P. Unwin) 4.08
2. Red Flight (G. Unwin / P. Unwin / D. Cozier) 4.10
3. Galaxy of Love (G. Unwin / P. Unwin / D. Cozier) 4.48
4. Meteor Man (G. Unwin / P. Unwin / D. Cozier) 4.47

### „B” oldal
1. Venus, the Goddess of Love (G. Unwin / P. Unwin / D. Cozier / Kaschu) 3.54
2. Galaxy Police (Gary Unwin) 5.58
3. Cosmic Curves (G. Unwin / D. Cozier / Kaschu) 4.42
4. Falling Into Space (G. Unwin / P. Unwin / D. Cozier) 4.40

## A történet
(Az LP 8 felvétele összefüggő „cselekmény”-t alkot. Az A oldalon található felvételek között nincsen szünet, a dalok egymásba folynak.)
A XXI. században vagyunk. Egy fiatal lány kiábrándul automata szeretőjéből (Automatic Lover), s elhatározza, hogy elhagyja a Földet a vörös járaton (Red Flight), s a világűrbe távozik, hogy megkeresse azt a fajta szerelmet, amelyet addig csak hallomásból ismert. Eljut a szerelem galaxisába (Galaxy of Love), ahol megtalálja, amit keresett. A Meteorember (Meteor Man) teljesen leveszi a lábáról, s a lány bódultságában azt hiszi, ő Vénusz, a szerelem istennője (Venus, the Goddess of Love). Az Univerzumban azonban tilos a szerelem, s a Galaktikus Rendőrség (Galaxy Police) máris útra kel, hogy letartóztassa és bíróság elé állítsa őt. Az ítélőszék előtt a lány csupán azzal tud védekezni, hogy ő egy kozmikus hölgy kozmikus kanyarokkal (Cosmic Curves). A bírák azonban kérlelhetetlenek, s arra ítélik, hogy az örökkévalóságig a fekete lyukak foglya maradjon. Miközben a lány zuhan az űrbe (Falling Into Space), ismét megvédi önmagát, s ahhoz való jogát, hogy szerethesse a galaxis embereit.

## Közreműködők
- Producer: Gary és Patti Unwin
- Szintetizátor, billentyűs hangszerek: Kristian Schultze
- Dob: Martin Harrison (Falling Into Space: Keith Forsey)
- Gitár: Mats Björklund
- Basszusgitár: Gary Unwin
- Beszédhangok és vokál: Jerry, Cedric, Timmy, Angelika, Helga, Helmut, Conny, Martin, Gary, Patti
- Keverés: Conny Jahn (Meteor Man, Galaxy Police: Cedric Beatty)

## Legnépszerűbb slágerek
- Automatic Lover

Nagy-Britannia: 1978. április 22-étől 9 hétig. Legmagasabb pozíció: 4. hely

NSZK: 1978. június 12-étől 8 hétig. Legmagasabb pozíció: 5. hely

Ausztria: 1978. augusztus 15-étől 12 hétig. Legmagasabb pozíció: 11. hely

Svájc: 1978. szeptember 2-től 9 hétig. Legmagasabb pozíció: 6. hely

Dél-Afrika: 1978. december 8-ától 6 hétig. Legmagasabb pozíció: 15. hely
- Meteor Man

Nagy-Britannia: 1978. szeptember 2-től 5 hétig. Legmagasabb pozíció: 48. hely

Olaszország: 1979. Legmagasabb pozíció: 5. hely

NSZK: 1979. Legmagasabb pozíció: 20. hely